# Székkutas (stacja kolejowa)
Székkutas (węg. Székkutas vasútállomás) – stacja kolejowa w miejscowości Székkutas, w komitacie Csongrád, na Węgrzech. 
Znajduje się na linii 135 Szeged – Békéscsaba. Obsługuje wyłącznie pociągi regionalne. 

## Linie kolejowe
- Linia 135 Szeged – Békéscsaba